# Na skrzydłach marzeń (film 2013)
Na skrzydłach marzeń – polski film animowany z 2013 roku. Pierwszy polski film zrealizowany metodą fulldome, która pozwala wyświetlić film na ekranie okalającym widownię ze wszechstron. Film wyprodukowało Centrum Nauki Kopernik w Warszawie. Utwór opowiada  o dążeniach ludzi do wzniesienia się w przestworza. 
Film znajduje się w repertuarze Planetarium Niebo Kopernika w Centrum Nauki Kopernik w Warszawie. W 2016 film otrzymał Nagrodę Publiczności podczas Fiske Fulldome Festival 2016 w Boulder w stanie Kolorado.